# Ойтомея
Ойтомея (порт. Oitomeia; справжнє ім'я: Уеллінтон Бонфім де Соуза — порт. Uhelliton Bonfim de Souza, нар. 2 вересня 1986) — бразильський футзаліст. Вінгер іспанського клубу «Інтер Мовістар».

## Біографія
Відіграв п'ять місяців за італійську команду «Фінпланет Ф'юмічіно», після чого у травні 2009 року підписав угоду з бразильським «Сан-Паулу». У чемпіонаті 2009 року зміг відзначитися за команду лише одного разу. У кінці 2012 року перейшов до одного з іспанських грандів — команду «Інтер Мовістар».

### Статистика виступів за клуби
Інформація станом на 19 червня 2013 року
| Сезон   | Команда          | Чемпіонат    | Чемпіонат | Чемпіонат | Кубок країни | Кубок країни | Кубок країни | Інші змагання | Інші змагання | Інші змагання |  |
| Сезон   | Команда          | Ліга         | Ігор      | Голів     | Ліга         | Ігор         | Голів        | Ліга          | Ігор          | Голів         |  |
| ------- | ---------------- | ------------ | --------- | --------- | ------------ | ------------ | ------------ | ------------- | ------------- | ------------- |  |
| 2012    | «Сан-Паулу»      | Ліга футзалу | 20        | 13        | КБ           | ?            | ?            | —             | —             | —             |  |
| 2012-13 | «Інтер Мовістар» | Прімера      | 23        | 10        | КІ           | 0            | 0            | КК            | 2             | 0             |  |